# Lamprosema lateritialis
Lamprosema lateritialis is een vlinder uit de familie van de grasmotten (Crambidae). De wetenschappelijke naam van deze soort is voor het eerst gepubliceerd in 1918 door George Francis Hampson.
De spanwijdte bedraagt 26 tot 30 millimeter. De poppen leven in grote groepen als zijden cocons, opgerold in bladeren.

## Verspreiding
De soort komt voor in Ghana en Malawi.

## Waardplanten
De rups leeft op Pericopsis elata (Fabaceae).
1. ↑  Hampson G. F. 1918d. Descriptions of new Pyralidae in the subfamily Pyraustinae (cont.). Annals and Magazine of Natural History (9) 1(1):125–136; (3): 252–262; (4), pag. 252-253